# Famille de Roest d'Alkemade
 (janvier 2021).
Pour les articles homonymes, voir Roest et Alkemade (homonymie).
La famille de Roest d'Alkemade est une famille de noblesse hollandaise devenue belge qui remonte sa filiation au XVIe siècle. La branche aînée a relevé le nom de la famille Oem de Moesenbroeck.  Elle a occupé divers châteaux dont celui de La Hulpe, l'actuelle propriété Jadot de Gaillemarde et celui de D'Weerbosch à Beersel.  

## Diplômes
- Le 25 juillet 1739, concession du titre de vicomte par l'Empereur Charles VI pour Frederic de Roest d'Alkemade (Amsterdam 1688- Bruxelles 1743)
- Le 20 avril 1781, autorisation de relever le nom et les armes des Oem de Moesenbroeck.
- Le 16 janvier 1782, concession du titre de baron à Théodore.
- Le 1er décembre 1786, concession du titre de baron, transmissible par primogéniture masculine, sous le nom de Oem de Moesenbroeck.
- Le 26 avril 1816, reconnaissance de noblesse et du titre de vicomte, transmissible par primogéniture masculine, à Jacques-Gotschalk de Roest d'Alkemade, inscrit dans l'Ordre Equestre du Brabant Méridional.
- Le 25 décembre 1925, concession du titre de baron, transmissible par primogéniture masculine, à Michel de Roest d'Alkemade (branche aînée).
- Le 25 décembre 1925, concession du titre de baron, transmissible par primogéniture masculine, à Étienne-Théodore, à Georges, à Jacques-Marie, à Robert-Hyacinthe, à Louis et à Théodore de Roest d'Alkemade Oem de Moesenbroeck (seconde branche qui portait un écu écartelé surmonté d'une couronne à treize perles et la devise).

## Héraldique
| Armoiries de la famille de Roest d'Alkemade | Armoiries de la famille de Roest d'Alkemade |
| ------------------------------------------- | --- |
|                                             | Armes: de sinople, au lion d'argent, vilené et lampassé de gueules, accompagné de trois canettes nageantes du premier émail, rangées en pointe.[réf. nécessaire] Devise: « Vivo leo cespite tutus »[réf. nécessaire] en français : « Moi lion, je vis en sécurité grâce à cette digue faite de mottes de gazon » |